# The Banner Saga
The Banner Saga ist ein 2014 veröffentlichtes Strategie-Rollenspiel des US-amerikanischen Entwicklerstudio Stoic aus Austin, Texas, das in der Welt der Wikinger spielt.

## Handlung
The Banner Saga handelt von den Dredge – einer kriegerischen Rasse, die die Menschen verachtet, angeführt von Bellower, einem fast unbesiegbaren Dredge, der sie in den Krieg führt. Ein umherziehender Trupp aus Kriegern, Flüchtlingen und Varls (eine riesenähnlichen Rasse) versucht, die Dredge zu bekämpfen und eine Schwachstelle bei ihrem Anführer Bellower zu finden. Auf der Reise werden viele Entscheidungen getroffen, die das Schicksal der Karawane beeinflussen. Währenddessen beginnt eine Dunkelheit die Welt zu umschließen, als eine gigantische Schlange Erdbeben und Brüche im gesamten Land verursacht.

### Handlungsverlauf
Die Handlung des Spiels findet in einer von Wikingern inspirierten Welt statt, welche in einer ständigen Dämmerung feststeckt, seitdem vor einigen Wochen die Sonne verschwand. Die Landstriche sind hauptsächlich von Menschen und riesenähnlichen Kreaturen, den Varls, bewohnt. Die größte Bedrohung für Menschen und Varls sind die Dredge, eine uralte Rasse, die eigentlich schon vor vielen Zeitaltern ausgestorben zu sein schien und jetzt wieder aufgetaucht ist, um alles um sich herum zu töten.
The Banner Saga erzählt eine interaktive Geschichte, bei der viele Ereignisse, je nach Entscheidung des Spielers, geschehen oder nicht geschehen. Während des Spiels können zwei Figuren gesteuert werden, deren getrennte Erzählungen letztendlich zusammenlaufen.
Im Osten ist Varl Vognir zusammen mit einigen anderen Gefährten, wie seinem langjährigen Freund Hakon, dem pensionierten Varl-Krieger Ubin und dem einfallsreichen Menschen Eirik, damit beauftragt, Ludin, Prinz der Menschen-Hauptstadt Arberrang, zur Varl-Hauptstadt Grofheim zu begleiten, um eine Allianz zwischen den beiden Rassen zu vereinbaren. In der Stadt Vedrfell wird Vognir jedoch in einem Kampf mit den Dredge getötet, was Hakon zum Anführer der Karawane macht. Auf dem Weg zum Ziel treffen sie immer wieder auf die Dredge. In den Ruinen der Stadt Ridgehorn finden sie einen bewusstlosen Mann neben dem toten Körper einer Frau. Der Mann mit dem Namen Eyvind versucht später erfolglos, Hakon zur Umkehr nach Ridgehorn zu bewegen, um seine scheinbar noch am Leben befindende Begleiterin zu retten. Als die Gruppe Grofheim erreicht, steht die Stadt in Flammen und ist komplett von Dredge überrannt.
Auf der anderen Seite der Gegend begegnen der Jäger Rook und seine Tochter Alette einen Dredge in der Nähe ihrer Heimat Skogr. Sie kehren schnell zu ihrem Ort und ihrem Freund, den Varl Iver, zurück. Das Dorf wurde aber bereits von einer Gruppe Dredge angegriffen. Zusammen mit der Frau des Häuptlings, Oddleif und anderen Überlebenden des Angriffs, reisen sie zur Stadt Frostvellr. Da dieser Ort in ihren Augen auch nicht sicher ist, ziehen sie weiter, auf der Suche nach Schutz. Letztendlich findet die Gruppe Zuflucht in der Varl-Festung Einartoft. Auf dem Weg dorthin ereignen sich verheerende Erdbeben, die anscheinend von einer riesigen Gestalt aus weiter Entfernung ausgelöst werden. Obwohl die Varl von Einartoft den Zutritt für die Menschen verweigern, schafft es Iver, der eigentlich der legendäre verschwundene Krieger Yngvar ist, sie zum Einlass zu überreden.
In Einartoft treffen Rook, Alette und ihre Begleiter auf die Gruppe von Hakon und Prinz Ludin, welche nach dem Angriff auf Grofheim auch in der Festung Schutz suchen. Zusammen treffen sie sich mit dem Varl-König Jorundr. Schnell stellt sich heraus, dass auch die Lage vor Ort verzweifelt ist, da auch Einartoft im Belagerungszustand durch die Dredge und deren unsterblichen Champion Bellower ist. Da der König es verbietet, die einzige Brücke zur Festung zu zerstören, bleibt den Gefährten nur ein Kampf mit den Dredge. Iver verliert in der Schlacht durch Bellower einen Arm. Als Eyvind versucht, Bellower abzulenken, um Iver zu retten, taucht die gigantische Gestalt auf, welche sie zuvor in großer Distanz beobachten konnten: Sie stellt sich als große Schlange heraus, woraufhin die Dredge vor Furcht fliehen.
Währenddessen wacht Juno, die Frau, die scheinbar tot neben Eyvind lag, in den Ruinen von Ridgehorn auf. Ihr gegenüber steht plötzlich die gigantische Schlange. Als die Schlange es nicht schafft, Juno zu töten, spricht sie zu ihr und erzählt, dass sie die Reste der Welt verschlucken solle, jedoch sehr verstört ist von den „Dunkelheit“, welche die Welt umgibt. Nach dem Verschwinden der Schlange kontaktiert Juno mit Telepathie Eyvind und drängt ihn, Einartoft zu verlassen, um sie in der südlichen Stadt Sigrholm zu treffen.
Eyvind bittet Rook, ihn nach Sigrholm zu führen. Rook stimmt zu, da Einartoft bereits dem Untergang geweiht ist. Kurze Zeit später werden sie von Ubin und anderen Überlebenden eingeholt, die berichten, dass die Festung nur wenige Stunden nach Rooks Abreise gefallen sei. Als die Karawane die abweisende Stadt Sigrholm erreicht, ist Juno nicht auffindbar. Trotz des Widerstands von Eyvind entscheidet Rook, dass die einzige Hoffnung für die Gruppe die Zuflucht in der befestigten Stadt von Boersgard ist. Sie finden allerdings wieder nur eine Stadt, die kurz vor dem Abgrund steht, ohne Boote, aber mit einer Söldnerarmee. Die sogenannten Ravens werden von Varl Bolverk angeführt, der auch die Stadt unter seiner Kontrolle hat. Boersgard steckt zwischen dem Meer und der Dredge-Belagerung fest. Jeden Tag erscheinen mehr Dredge, während die Vorräte knapp werden und es innerhalb der Stand immer wieder zu Aufständen kommt. Rook und seine Gefährten entscheiden sich, Boote zu bauen, um über das Meer der Belagerung zu entkommen. Vor der Fertigstellung der Boote droht die Stadt zu fallen. Juno, zusammen mit Hakon, Prinz Ludin und eine Varl-Armee, die im letzten Moment aus Einartoft entkommen sind, kommen im nahezu letzten Moment und retten sie. Nach dem Sieg erscheint jedoch Bellower mit noch mehr Dredge. Mit der Hilfe von Rook erschafft Juno einen magischen Pfeil, der beim unsterblichen Bellower dafür sorgen soll, dass er denkt, er sei tot, und in ein Koma fällt. Der Spieler muss entscheiden, ob Rook oder Alette den Pfeil feuern soll. Der ausgewählte Charakter trifft damit Bellower und besiegt ihn, was zur Flucht der übrig gebliebenen Dredge führt. Allerdings stirbt die ausgewählte Figur durch Bellower. Nach einer Wikinger-Seebestattung verlässt die vereinigte Karawane von Rook und Hakon Boersgard, zusammen mit den Ravens und den neuen Booten, betroffen von Trauer über den Tod von Rook/Alette.

## Spielprinzip und Technik

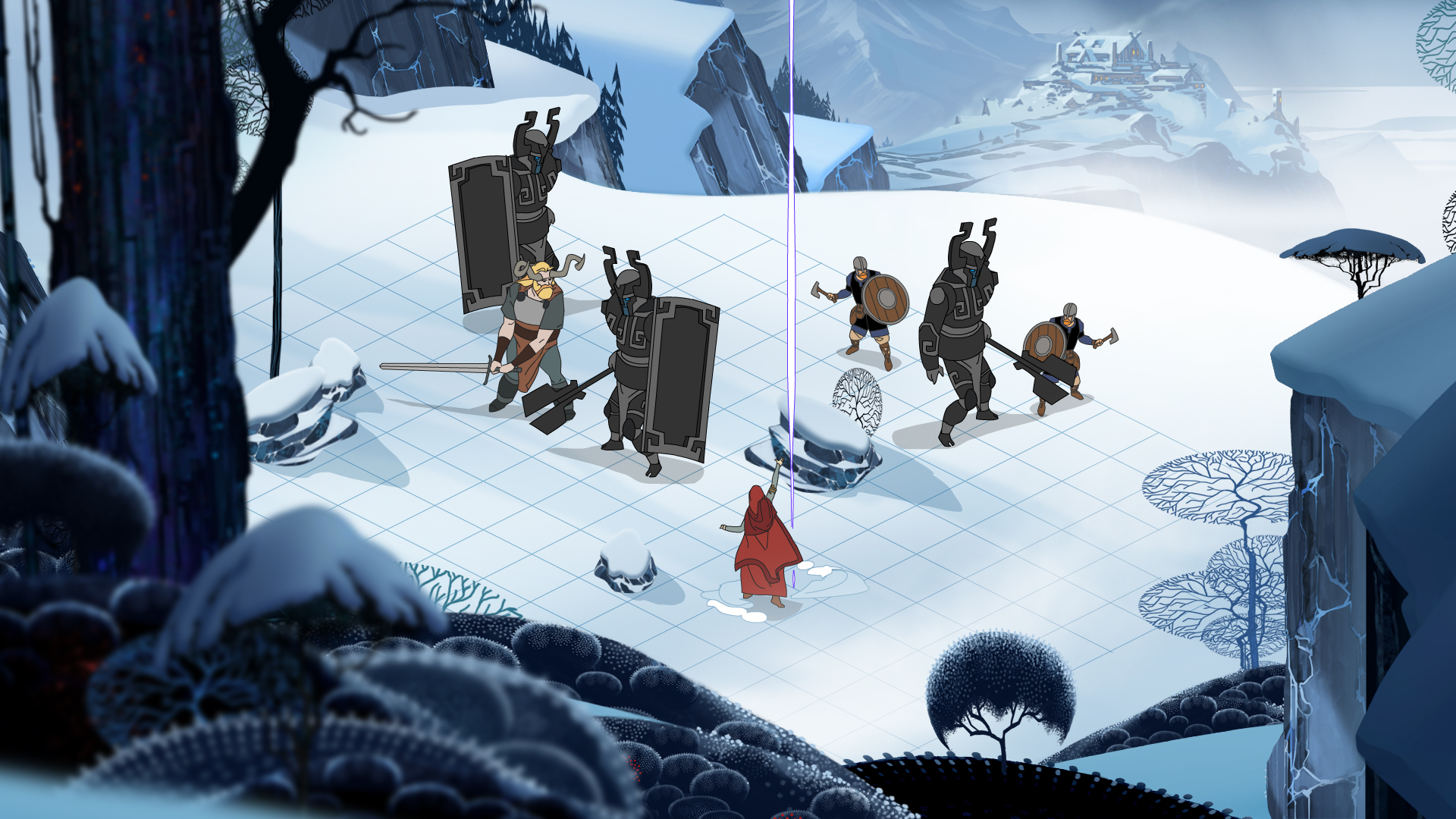
Ein Screenshot aus der Entwicklung des Spiels von dem rundenbasierten Kampfsystem
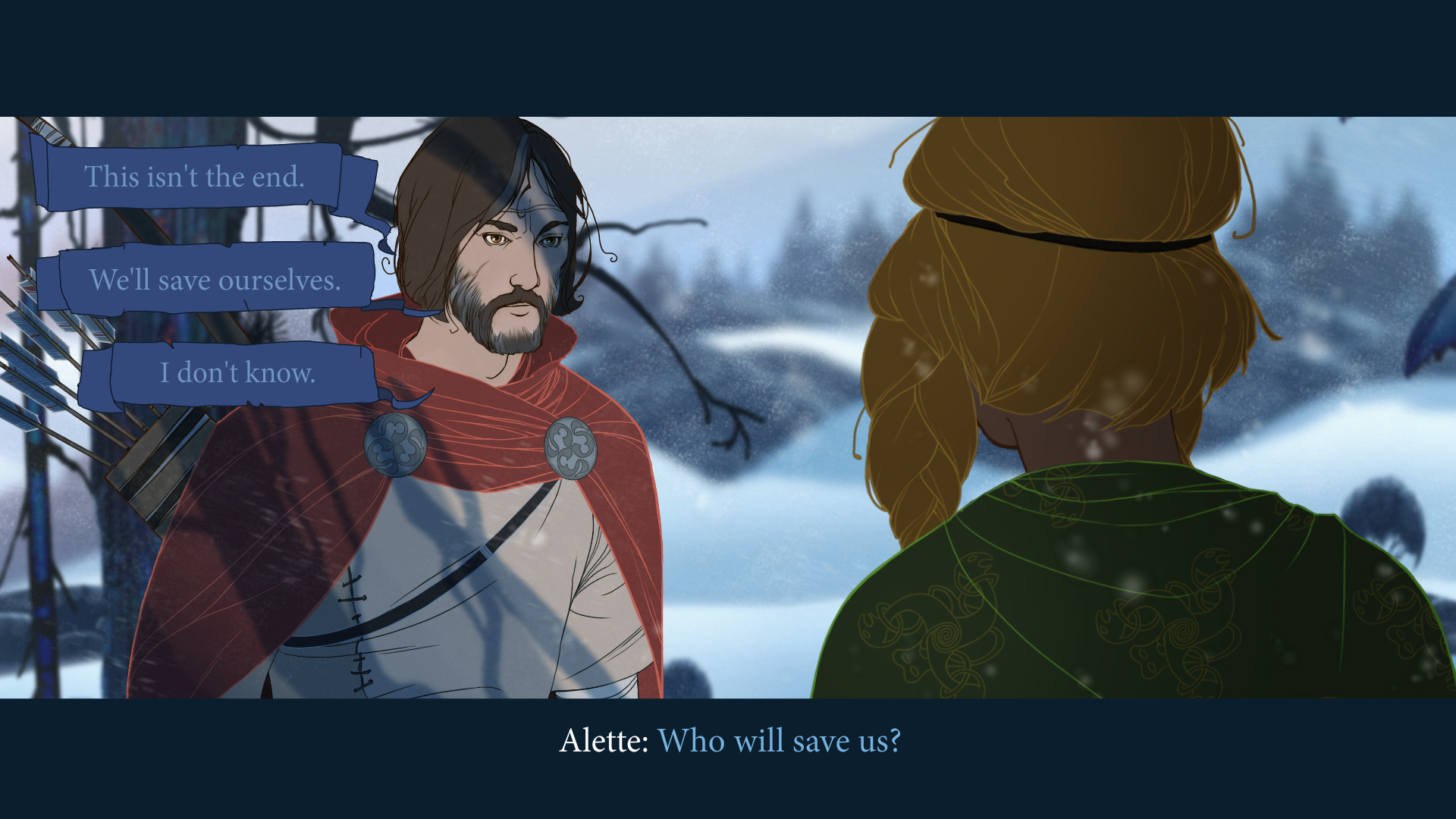
Das Dialogsystem in der Entwicklungsphase

### The Banner Saga
Der Kern des Spiels ist eine Einzelspielerkampagne, bestehend aus einem rundenbasierten Kampfsystem, inspiriert von Spielen wie Final Fantasy Tactics und Shining Force. Der Spieler kann sich eine Gruppe aus verschiedenen Figuren erstellen, die unterschiedliche Fähigkeiten besitzen.
Nach Aussagen der Entwickler war es ihr Ziel, ein „reifes Spiel für Erwachsenen zu machen, in der Art von Game of Thrones oder The Black Company“. Die Spieler sollen emotionell gefesselt werden, indem sie Beziehungen zu den Spielcharakteren aufbauen und durch Dialogoptionen die Handlung beeinflussen. Das Spiel vermeidet viele Gepflogenheiten gängiger actionlastiger Rollenspielen, wie die Geschichte eines jungen, einsamen Helden, das Aufsammeln von Gegenständen oder das Neuladen eines Spielstandes nach einer Niederlage. Stattdessen versuchen die Entwickler eine Geschichte um die Karawane des Spielers zu erzählen und ermutigen diese, die Konsequenzen ihres Handelns zu akzeptieren, auch bei einer Niederlage.

### The Banner Saga: Factions
Der rundenbasierte Mehrspielerteil des Spiels wurde unter dem Namen The Banner Saga: Factions vorab kostenlos bei Steam veröffentlicht. Factions war für Crowdfunding-Unterstützer ab dem 18. Februar 2013 spielbar, der Öffentlichkeit wurde der Zugang ab dem 25. Februar gewährt. Das Spiel erlaubt es den Spielern, ein Team aus sechs Kämpfern zu erstellen und gegeneinander zu kämpfen. Insgesamt gibt es 16 unterschiedliche Klassen.

### Umgebung und Stil

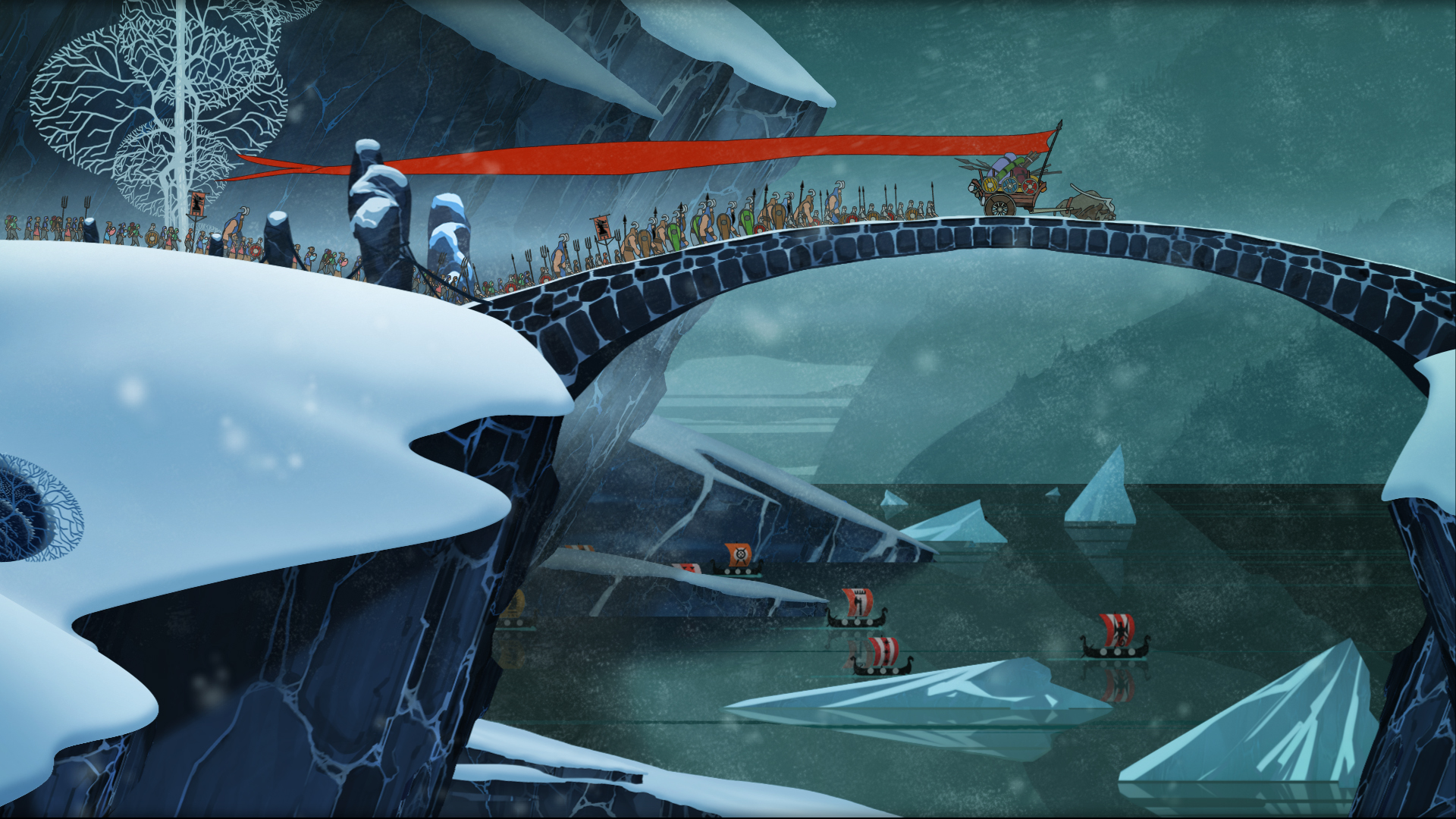
Concept Art des Spiels

The Banner Saga spielt in einer von Wikingern inspirierten Fantasywelt. Dieses Szenario wurde von den Entwicklern gewählt, um die häufig verwendeten Elfen, Zwerge und Orks zu vermeiden. Der visuelle Stil ist von Eyvind Earles Zeichnungen für den Disney-Film Dornröschen  aus dem Jahr 1959 inspiriert. Weiterhin hatten die Werke von Ralph Bakshi und Don Bluth Einfluss auf die künstlerischen Gestaltung des Spiels. The Banner Saga ist größtenteils handgezeichnet, inklusive der Animationen, Charaktere und Hintergründe.
Factions nutzt die Stadt Strand als Benutzerschnittstelle. Durch die Auswahl von verschiedenen Gebäuden können unterschiedliche Spielmodi und Funktionalitäten ausgewählt werden. Diese Form der Benutzerführung wird auch im Hauptspiel innerhalb von Orten genutzt.

## Produktionsnotizen

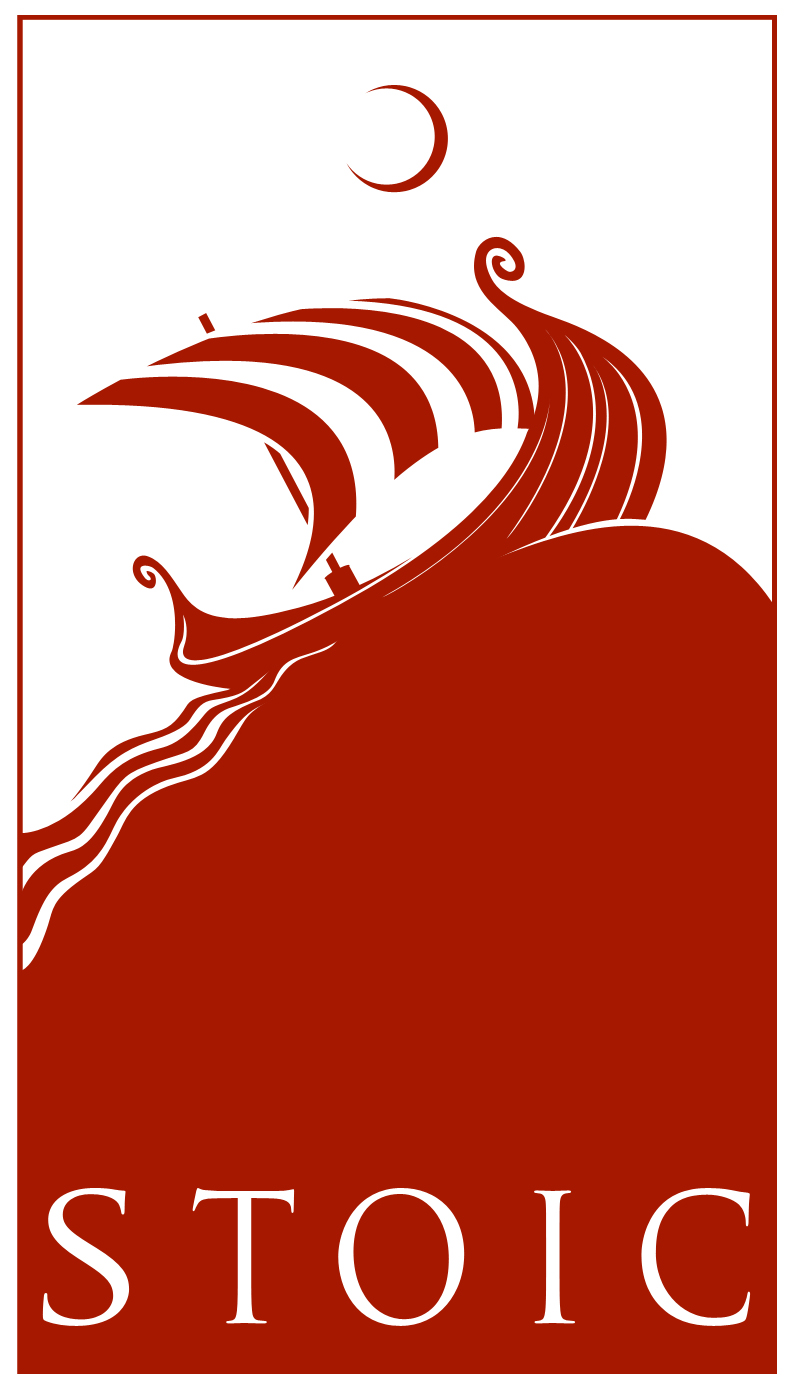
Logo des Entwicklerstudios Stoic

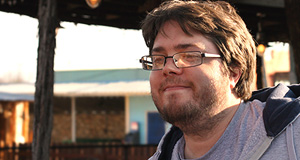
Alex Thomas
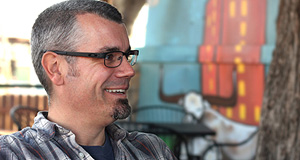
Arnie Jorgensen
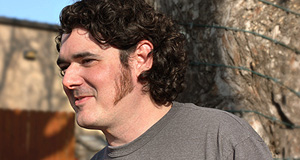
John Watson

Stoic Studio besteht aus drei ehemaligen BioWare-Entwicklern. Die Spieleentwickler – Alex Thomas, Arnie Jorgensen und John Watson – verließen BioWare nach der Arbeit am MMOG Star Wars: The Old Republic, mit dem Ziel ein Spiel für ihr eigenes Vergnügen zu machen. Das Projekt wurde durch die Crowdfunding-Plattform Kickstarter finanziert. Ab dem 19. März 2012 konnten Beiträge gemacht werden. Bereits einen Tag später wurde das Ziel von 100.000 US-Dollar erreicht. Insgesamt nahm das Projekt 723.886 US-Dollar (615.183,1 Euro; 574.950,2 Schweizer Franken) von 20.042 Unterstützer ein.
Das Free-to-play Onlinemehrspielerspiel The Banner Saga: Factions erschien bereits im Februar 2013. Das erste von drei Kapiteln der Einzelspielerkampagne von The Banner Saga wurde im Januar 2014 veröffentlicht. Der zweite Teil der Einzelspielerkampagne, The Banner Saga 2, erschien im April 2016. Das Spiel wird digital für Windows und Mac über Steam und GOG.com (ohne DRM) vertrieben. Portierungen für Linux, PlayStation 4, Xbox One, iOS und Android folgten später. Ursprünglich sollte das Spiel im November 2012 erscheinen, letztendlich wurde die Einzelspielerkampagne im Januar 2014 veröffentlicht, nachdem bereits im Februar 2013 das Mehrspielerspiel The Banner Saga: Factions erschien. Eine Fassung für PlayStation Vita war zunächst geplant, wurde aber wieder eingestellt.
Stoics Anmeldung für ein Trade Mark in den Vereinigten Staaten für den Namen „The Banner Saga“ wurde im Januar 2014 von King, dem Entwickler des Spiels Candy Crush Saga, gestoppt. Als Grund wurde genannt, dass der Name zu ähnlich zu Kings Trade Mark am Wort „Saga“ ist. Nach Angaben von Stoic, könnte diese Auseinandersetzungen weitere Teile des Spiels verzögern. Einige Zeit später wurde dieser Streit beigelegt.

### Soundtrack
| Titelliste |
| --- |
| 1. We Will Not Be Forgotten – 0:45 2. How Did It Come to This? – 2:47 3. No Tree Grows to the Sky – 2:41 (Text: Austin Wintory, Übersetzung: Davíð Þór Jónsson, Gesang: Johann Sigurdarson & Peter Hollens) 4. Only the Sun Has Stopped – 1:20 (Text: Austin Wintory, Übersetzung: Davíð Þór Jónsson, Gesang: Johann Sigurdarson) 5. Cut With a Keen-Edged Sword – 3:31 6. Huddled in the Shadows – 3:02 7. There Is No Bad Weather – 0:58 (Text: Austin Wintory, Übersetzung: Davíð Þór Jónsson, Gesang: Johann Sigurdarson) 8. Teach Us Luck – 0:32 (Text: Austin Wintory, Übersetzung: Davíð Þór Jónsson, Gesang: Johann Sigurdarson) 9. No Life Goes Forever Unbroken – 2:49 (Text: Austin Wintory, Übersetzung: Davíð Þór Jónsson, Gesang: Johann Sigurdarson) 10. Little Did They Sleep – 2:10 11. An Unblinking Eye – 1:05 (Text: Austin Wintory, Übersetzung: Davíð Þór Jónsson, Gesang: Peter Hollens) 12. Thunder Before Lightning – 2:49 13. Embers in the Wind – 1:2 14. A Long Walk Stills Our Hearts – 1:20 (Text: Austin Wintory, Übersetzung: Davíð Þór Jónsson) 15. The Egg Cracks – 2:02 (Text: Austin Wintory, Übersetzung: Davíð Þór Jónsson, Gesang: Malukah) 16. Three Days to Cross – 2:03 17. Walls No Man Has Seen – 1:55 18. Strewn Across a Bridge – 6:03 19. Weary the Weight of the Sun – 1:49 20. An Uncertain Path – 2:09 (Text: Austin Wintory, Übersetzung: Davíð Þór Jónsson, Gesang: Johann Sigurdarson & Peter Hollens) 21. Into Dust – 2:43 22. On the Hides of Wild Beasts – 1:22 (Text: Austin Wintory, Übersetzung: Davíð Þór Jónsson, Gesang: Peter Hollens & Malukah) 23. From the Table to the Axe – 1:15 24. A Sunken City – 1:42 25. Our Heels Bleed From the Bites of Wolves – 1:59 26. Long Past That Last Sigh – 2:45 27. Of Our Bones, the Hills – 10:18 28. We Are All Guests Upon the Land – 2:21 (Text: Austin Wintory, Übersetzung: Davíð Þór Jónsson, Gesang: Johann Sigurdarson, Peter Hollens & Malukah) 29. Onward – 3:11 (Text: Malukah, Übersetzung: Davíð Þór Jónsson, Gesang: Malukah) |

Der komplett orchestrierte Score wurde von Austin Wintory komponiert. Weiterhin sind die Musiker Malukah, Peter Hollens, Johann Sigurdarson und Taylor Davis im Soundtrack vertreten. Als Ensemble diente das Dallas Wind Symphony Orchester. Als Dirigent agierte Jerry F. Junkin.

### Nachfolger
Mit The Banner Saga 2 wurde im Dezember 2014 der zweite Teil angekündigt, welcher eine direkte Fortsetzung des ersten Teils ist. Das Spiel wurde letztendlich am 19. April 2016 von Stoic für Windows und Mac veröffentlicht.
Das Tabletop-Brettspiel The Banner Saga: Warbands wurde im August 2015 angekündigt und etwas später durch eine erfolgreiche Kickstarter-Crowdfunding-Kampagne finanziert. Erschienen ist es im September 2016.
Am 24. Januar 2017 startete Stoic, wie schon für den ersten Teil, eine Crowdfunding-Kampagne über Kickstarter für The Banner Saga 3. Der letzte Teil der Banner-Saga-Trilogie wurde am 26. Juli 2018 veröffentlicht.

## Rezeption
Die PC-Version von The Banner Saga hat bei Metacritic eine Wertung von 80 (basierend auf 74 Rezensionen). Die iOS-Version erhielt eine 92 (basierend auf neun Rezensionen).
Leif Johnson von IGN lobte insbesondere das Grafikdesign des Spiels, den Soundtrack sowie die abwechslungsreiche Geschichte mit bedeutsamen Entscheidungen. Auch das Kampfsystem stellte Johnson, trotz des relativ hohen Schwierigkeitsgrades, besonders hervor. Dennoch merkte er an, dass teils wichtige Elemente der Spielmechanik nicht ausreichend erklärt würden. Auch Stace Harman von Eurogamer lobte das Grafikdesign und das Kampfsystem, bemängelt dabei jedoch dessen mangelnde Abwechslung. Heiko Klinge von der GameStar bezeichnete The Banner Saga als „atmosphärisches Meisterwerk“, welches durch bessere Zwischensequenzen noch größeren Anklang finden würde.